# 切特·霍姆格伦
切特·湯馬士·霍姆格伦（英語：Chet Thomas Holmgren，2002年5月1日—），美国職業篮球运动员。在2022年NBA选秀被奧克拉荷马城雷霆首輪第二順位選中成為榜眼，場上位置為中鋒或大前鋒。

## 職業生涯

### 奧克拉荷馬城雷霆（2022–至今）
奧克拉荷馬城雷霆在2022年NBA選秀中以首輪第二順位選中了霍姆葛倫，這使他成為岡薩加大學有史以來最高的選秀順位，也是明尼蘇達州最高的選秀順位，超過了1980年凱文·麥克海爾的選秀順位。霍姆葛倫加入雷霆隊2022年NBA夏季聯賽名單。
在夏季聯賽首秀中，霍姆葛倫拿下23分、7個籃板、4次助攻和6次阻攻，幫助球隊以98-77擊敗猶他爵士。他也打破了夏季聯賽單場最多阻攻的紀錄。2022年7月5日，霍姆葛倫與雷霆隊簽下了一份新秀規模的合約。
2022年8月25日，宣布霍姆葛倫將缺席整個2022-23 NBA賽季，原因是在一場職業業餘比賽中腳部受傷。
2023年10月25日，霍姆葛倫首次在NBA例行賽亮相，得到11分和4個籃板，幫助球隊以124-104擊敗芝加哥公牛。10月27日，霍姆葛倫在以108-105擊敗克里夫蘭騎士的比賽中拿下16分、13個籃板和7次阻攻，打破了球隊新秀單場次阻攻最多的紀錄。

## 國家隊生涯
霍姆格伦代表美国参加了在拉脱维亚举行的2021年国际篮联19岁以下篮球世界杯。他场均得到11.9分、6.1个篮板、3.3次助攻和2.7次盖帽，率队夺得金牌，并获得赛事MVP荣誉。